# 266년

## 연호
- 서진(西晉) 태시(泰始) 2년
- 오(吳) 감로(甘露) 2년 / 보정(寶鼎) 원년

## 기년
- 서진(西晉) 무제(武帝) 2년
- 오(吳) 말제(末帝) 3년
- 신라(新羅) 미추 이사금(味鄒泥師今) 5년
- 고구려(高句麗) 중천왕(中川王) 19년
- 백제(百濟) 고이왕(古爾王) 33년

## 사건
- 서진이 낙랑군을 지배.
- 음력 8월, 백제가 신라의 봉산성(烽山城)을 침략해 오자, 성주 직선(直宣)이 장사(壯士) 200명을 거느리고 나아가 이들을 치니, 백제군이 패하여 달아났다. 신라 왕이 이를 듣고, 직선에게 벼슬을 내려 일길찬으로 삼고, 사졸(士卒)들에게 후하게 상을 내렸다.

## 참고 문헌
- 김부식 (1145). 〈권02 미추 이사금 條〉. 《삼국사기》.